# John G. F. Francis
John G. F. Francis (* 1934 in London) ist ein britischer Informatiker.
Francis arbeitete ab 1954 für die National Research Development Corporation (NRDC), einer 1948 gegründeten staatlichen britischen Organisation für Technologietransfer, insbesondere für die während des Zweiten Weltkriegs beim Militär entwickelten Technologien. Er studierte 1955/56 an der Universität Cambridge, machte aber keinen Abschluss, sondern kehrte zur NRDC zurück, wo er Assistent von Christopher Strachey war. Während dieser Zeit entwickelte er den QR-Algorithmus zur Bestimmung von Eigenwerten, veröffentlicht 1961. Unabhängig wurde er etwa gleichzeitig 1961 von der Russin Wera Nikolajewna Kublanowskaja gefunden. Ab 1961 wechselte er von NRDC zur Computerfirma Ferranti. Später war er an der University of Sussex, in der Industrie und bei Beratungsfirmen. Er lebt in Hove bei Brighton.
Nach der Entwicklung der QR-Transformation wandte er sich von Numerischer Mathematik ab und befasste sich mit anderen Gebieten der Informatik wie Künstlicher Intelligenz und Computersprachen und arbeitete als Systemingenieur.